# Regierung de Trooz

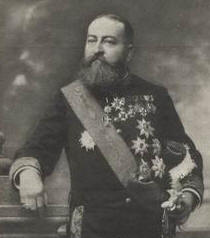
Premierminister Jules de Trooz.

Die Regierung de Trooz war die Regierung im Königreich Belgien vom 2. Mai 1907 bis zum 9. Januar 1908 unter Premierminister Jules de Trooz. Das Kabinett löste die Regierung de Smet de Naeyer II ab und bestand aus Ministern der Katholischen Partei sowie einem Parteilosen. Am 2. Mai 1907 wurde das Kabinett von der Regierung Schollaert abgelöst, nachdem Premierminister de Trooz bereits am 31. Dezember 1907 verstorben war. Er war bislang der letzte Premierminister Belgiens, der während seiner Amtszeit starb.

## Mitglieder des Kabinetts
Dem Kabinett gehörten folgende Personen an:
| Amt                                           | Amtsinhaber                                    | Partei             | Beginn der Amtszeit        | Ende der Amtszeit                |
| --------------------------------------------- | ---------------------------------------------- | ------------------ | -------------------------- | -------------------------------- |
| Premierminister                               | Jules de Trooz                                 | Katholische Partei | 2. Mai 1907                | 31. Dezember 1907                |
| Außenminister                                 | Julien Davignon                                | Katholische Partei | 2. Mai 1907                | 9. Januar 1908                   |
| Innenminister                                 | Jules de Trooz Julien Liebaert (kommissarisch) | Katholische Partei | 2. Mai 1907 1. Januar 1908 | 31. Dezember 1907 9. Januar 1908 |
| Minister für Kunst und Wissenschaften         | Edouard Descamps                               | Katholische Partei | 2. Mai 1907                | 9. Januar 1908                   |
| Justizminister                                | Jules Renkin                                   | Katholische Partei | 2. Mai 1907                | 9. Januar 1908                   |
| Finanzminister                                | Julien Liebaert                                | Katholische Partei | 2. Mai 1907                | 9. Januar 1908                   |
| Landwirtschaftsminister                       | Joris Helleputte (kommissarisch)               | Katholische Partei | 2. Mai 1907                | 9. Januar 1908                   |
| Minister der öffentlichen Arbeiten            | Auguste Delbeke                                | Katholische Partei | 2. Mai 1907                | 9. Januar 1908                   |
| Minister für Industrie und Arbeit             | Armand Hubert                                  | Katholische Partei | 2. Mai 1907                | 9. Januar 1908                   |
| Minister für Eisenbahnen, Post und Telegrafie | Joris Helleputte                               | Katholische Partei | 2. Mai 1907                | 9. Januar 1908                   |
| Kriegsminister                                | Generalleutnant Joseph Hellebaut               | Parteiloser        | 2. Mai 1907                | 9. Januar 1908                   |

## Hintergrundliteratur
- Der Große Ploetz. Die Enzyklopädie der Weltgeschichte, Verlag Vandenhoeck & Ruprecht, 35. Auflage, 2008, ISBN 978-3-525-32008-2
- Das 20. Jahrhundert. Ein illustrierter Rückblick auf 100 Jahre Weltgeschehen, H+L Verlagsgesellschaft, 1999